# Konstnären
Konstnären är medlemstidningen från Konstnärernas Riksorganisation (KRO). Fokus ligger på konstnärers sociala, politiska och ekonomiska förutsättningar. I tidningen publiceras reportage, essä, intervjuer och reflektioner sida vid sida med idé, kring konstbranschens förutsättningar, med fokus på den Svenska scenen.
Tidningen kommer ut fyra gånger per år med en upplaga på ca 9 500 ex. Tidningen ingår i medlemskapet för Konstnärernas Riksorganisation och utges av AB Svensk Konstnärsservice.